# 盖头 (婚礼)
盖头或称喜帕、盖巾、搭面、袱子、幜，指婚禮遮盖新娘头部的巾帕。由於很多地區都認為新娘不能隨便拋頭露面，因此新娘要用蓋頭遮面，傳統民俗中也有保護新娘在出嫁的路上免受妖邪侵襲。除漢族外，瑤族、琉球族、突尼斯人等民族的傳統婚禮上，新娘都會用蓋頭遮蓋頭部。

## 中國的蓋頭
唐朝之前，婚礼上，新娘会以团扇遮面。盖头最早出现于南北朝时，仅遮盖头顶用以避风。唐朝时演变成帷帽。到南宋时，婚礼上使用盖头就已定制，揭開蓋頭也成為一種儀式。南宋吳自牧《夢粱錄》所记：（男女）并立堂前，遂请男家双全女亲，以秤或用机杼挑盖头，方露花容，参拜堂次诸家神及家庙，行参诸亲之礼毕。自明代起，蓋頭一般為紅色。

## 琉球的蓋頭
琉球庶民女子出嫁時會用藍染蓋頭遮蓋頭部，士族新娘則不用蓋頭，而用朝衣（チョウ）遮蓋頭部。